# Agrochola decipiens
Agrochola decipiens är en fjärilsart som beskrevs av Augustus Radcliffe Grote 1881. Agrochola decipiens ingår i släktet Agrochola och familjen nattflyn. Inga underarter finns listade i Catalogue of Life.